# Дана Реттке
Дана Лінн Реттке (англ. Dana Lynn Rettke; 21 січня 1999) — американська волейболістка, центральна блокувальниця. Віцечемпіонка Олімпійських ігор і переможниця Ліги націй.

## Із біографії
З першого класу займалася баскетболом, а в девятому — перейшла до волейбольнох секції. Грала за команду Університету Вісконсин-Мічіган. чемпіонка Національної асоціації студентського спорту 2021 року. У сезоні 2021/2022 була визнана найкращою волейболісткою за версією «Honda Sports Award».

## Клуби
| Роки      | Команди                  |
| --------- | ------------------------ |
| 2022–2024 | «Веро Воллей» (Монца)    |
| 2024–     | «Еджзаджибаши» (Стамбул) |

## Досягнення
Олімпійські ігри
- Друге місце (1): 2024

Ліга націй
- Перше місце (1): 2019

## Статистика
Статистика виступів на Олімпійських іграх:
| Рік  | Турнір           | Ігри | Сети | Очки | Ср. | Місце | Примітки |
| ---- | ---------------- | ---- | ---- | ---- | --- | ----- | -------- |
| 2024 | Олімпійські ігри |      |      |      | ,   | 2     |          |